# Dorothea Douglass-Chambers
Dorothea Katherine "Dorothy" Douglass-Chambers, geboren als Dorothea Douglass (Ealing, 3 september 1878 – Kensington, 7 januari 1960) was een tennisspeelster uit Engeland. Zij groeide op in Ealing, Middlesex, waar haar vader predikant van de Matteüskerk was. Zij studeerde aan het Princess Helena College, waar zij met de tennissport in contact kwam. Als jongedame was zij lid van de Ealing Lawn Tennis Club. In 1907 trad zij in het huwelijk met Robert Lambert Chambers.
Zij won zevenmaal het toernooi van Wimbledon en stond elfmaal in een damesenkelspelfinale. Ten tijde van haar eerste Wimbledontitel (in 1903) won zij tevens de titel in het vrouwendubbelspel en in het gemengd dubbelspel, maar aangezien deze toernooien niet op Wimbledon zelf plaatsvonden, genieten zij niet diezelfde erkenning.
Douglass-Chambers behaalde op de Olympische Spelen van 1908 een gouden medaille in het damesenkelspeltoernooi. In 1910 verscheen haar boek "Lawn Tennis for Ladies". In 1925 en 1926 nam zij deel aan het Britse Wightman Cup-team. In 1927, op 48-jarige leeftijd, nam zij voor de laatste keer deel aan The Championships in Wimbledon.
Haar sporttalent strekte zich tevens uit naar hockey en badminton – zij werd tweemaal badmintonkampioen bij de All England Club.
In 1981 werd zij opgenomen in de internationale Tennis Hall of Fame.

## Grandslamtitels en -finales
Wimbledon
- Winnares enkelspel: 1903, 1904, 1906, 1910, 1911, 1913, 1914
- Finaliste enkelspel: 1905, 1907, 1919, 1920
- Finaliste damesdubbelspel: 1913, 1919, 1920
- Finaliste gemengd dubbelspel: 1919